# Малабарская цивета
Малабарская цивета (лат. Viverra civettina) — редкий вид хищных млекопитающих семейства виверровых (Viverridae). Ранее рассматривался как подвид крупнопятнистой циветы (Viverra megaspila), однако в настоящее время выделен в самостоятельный вид, статус которого пока не подтверждён. Общая популяция вида насчитывает менее 250 взрослых особей. 

## Описание

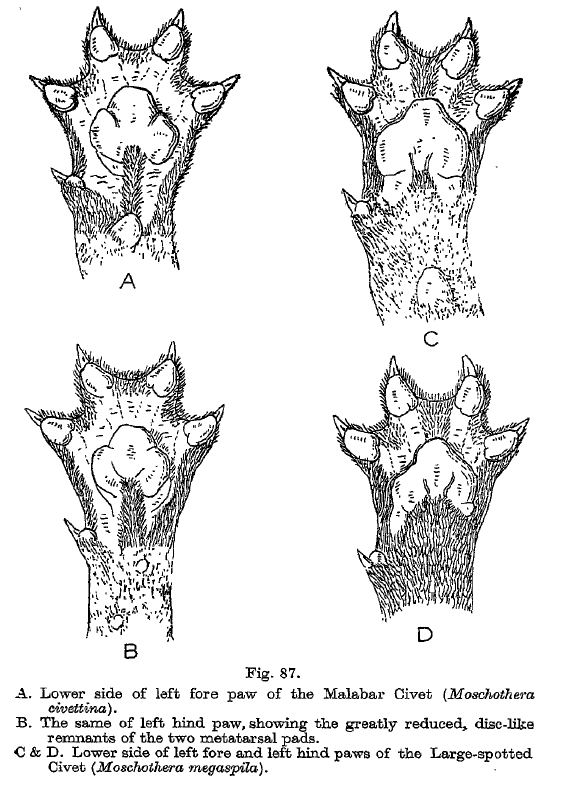
Подушечки лап малабарской циветы (слева: A, B) и крупнопятнистой циветы (справа: C, D)

Малабарская цивета внешне напоминает крупнопятнистую цивету, при этом она меньше размером. Длина тела составляет от 76 до 85 см, длина хвоста 30—40 см. Масса тела составляет от 6,6 до 8,0 кг. Окраска тела от серого до жёлто-коричневого цвета с чёрными пятнами по бокам и на бёдрах. При этом пятна относительно крупные. Вдоль позвоночного хребта на спине проходит чёрная полоса. На хвосте чередуются поперечные чёрные и серые полосы. Также выделяются чёрные и белые поперечные полосы на горле. Ноги коричневатые. Малабарская цивета отличается от крупнопятнистой циветы строением подушечек лап, а также тем, что кожа вокруг них голая, в то время как у крупнопятнистой циветы она покрыта волосами. Зубная формула: {\displaystyle I{3 \over 3}C{1 \over 1}P{4 \over 4}M{2 \over 2}=40}

## Распространение
Обитает на небольшой территории юго-западной Индии. Когда-то населял низменные леса, низинные болота, прибрежные леса и прибрежные равнины Западных Гхатов, но теперь, ареал вида ограничен зарослями в плантациях кешью и деградировавшими в высокой степени пойменными лесами в северной части штата Керала, так как естественные леса полностью исчезли на протяжении всего участка прибрежных Западных Гхатов. В 2006-2007 годах в индийских штатах Керала и Карнатака был проведён специальный поиск этого вида, камера ночной съемки зафиксировала не более тысячи попаданий животных в кадр, но ни на одном кадре Viverra civettina не было.

## Образ жизни
Ведёт ночной и вероятно одиночный скрытный образ жизни. Передвигается по земле. О питании и биологии размножения почти ничего не известно. 

## Природоохранный статус
Малабарская цивета является одним из редчайших видов хищных млекопитающих в мире. Общая численность популяции не превышает 250 взрослых особей, при этом численность отдельных популяций не превышает 50 особей. Международный союз охраны природы присвоил виду статус находящийся на грани исчезновения (critically endangered). Основной угрозой для этого вида является потеря и деградация лесной среды обитания. Плантации кешью, где могут скрываться большинство животных этого вида, находятся под угрозой крупномасштабной вырубки для посадки каучуковых деревьев. В области распространения вида отсутствуют охраняемые территории. Создание таких территорий представляется невозможным из-за высокой плотности населения в регионе. Тщательные исследования ситуации угрозы и разведение в неволе рассматриваются как лучшие стратегии защиты. 
Первоначально вид был довольно частым в регионе. В XX-ом столетии популяция сильно сократилась. Временами вид считался исчезнувшим. В период с 1950 по 1990 год имелось всего две неподтверждённых встречи. Только в начале 1990-х годов были получены шкурки убитых незадолго до этого животных. Тем самым было доказано, что малабарские циветы ещё существуют.